# Don-Bosco-Schule (Rostock)
Die Don-Bosco-Schule Rostock ist eine katholische Schule in Trägerschaft der Bernostiftung – Katholische Stiftung für Schule und Erziehung in Mecklenburg und Schleswig-Holstein. Bestehend aus einer Grundschule mit Hort und einem weiterführenden Regionalschul- und Gymnasialschulzweig ist sie eine staatlich anerkannte Ersatzschule. Dieser Status stattet die Schule mit allen Rechten und Pflichten einer staatlichen Schule aus.
Die 1929 gegründete Schule wurde 1938 unter den Nationalsozialisten geschlossen. Die Grundschule wurde 1998, die weiterführende Schule 2005 wiedereröffnet.

## Das Leben des Don Bosco
Giovanni (Johannes) Bosco wurde am 16. August 1815 in Becchi, 30 Kilometer östlich von Turin/Italien geboren. Obwohl er unter schwierigen Bedingungen aufwuchs, zeichneten ihn Hoffnung und Zuversicht, Kraft und Wagemut aus.
Nachdem Giovanni Bosco am 5. Juni 1841 zum Priester geweiht worden war, kümmerte er sich in Turin um die auf der Straße lebenden Kinder und Jugendlichen. Gegen vielfältigen Widerstand errichtete er 1846 ein erstes Jugenddorf, in dem 700 verwahrloste Straßenkinder leben und lernen konnten.
Um seinen Wirkungsbereich zu verbreitern und um noch mehr helfen zu können, gründete er 1857 die Kongregation der „Salesianer“ (Franz von Sales 1567–1622).
Don Bosco starb am 31. Januar 1888 in Turin. Schon am 1. April 1934 wurde er heiliggesprochen.

## Geschichte der Don-Bosco-Schule
Die Don-Bosco-Schule war die erste katholische in Rostock, sie wurde am 1. Oktober 1929 als private katholische Volksschule gegründet. Sie ist seit der Wiedereröffnung 1998 nach dem katholischen Priester und Pädagogen Don Bosco benannt.
Das nationalsozialistische Unterrichtsministerium schloss die Privatschule 1938 unter einem Vorwand. Während der DDR-Zeit war an eine Wiedereröffnung nicht zu denken. Erst 1998 konnte wieder eine Grundschule eröffnet werden.
Eltern und Mitglieder der katholischen Christusgemeinde Rostock und unter Mithilfe des Erzbischöflichen Amtes Schwerin wurden initiativ. Sie gestalteten ein ehemaliges Kindertagesstätten-Gebäude in der Südstadt um, um es den pädagogischen Erfordernissen gerecht auszustatten. 1998 wurde die neue Grundschule dann eröffnet. 2005 wurden die regionale Schule und das Gymnasium in Betrieb genommen. Seit 2006 befinden sich die Schulen in Trägerschaft der kirchlichen Stiftung öffentlichen Rechts, der Bernostiftung.

## Lage
Die Schule in der Rostocker Südstadt ist in unmittelbarer Nachbarschaft des katholischen Kindergartens St. Martin und der Kooperativen Gesamtschule Südstadt.

## Schuldaten
An der Don-Bosco-Schule lernen 2016  ca. 580 Schüler in 22 Klassen.

### Grundschule
Die ersten vier Jahre der Grundschule sind zweizügig, ab Klassenstufe 5 ist sie dreizügig als Orientierungsstufe.
Die katholische Grundschule hat einen Schulhort. 2007 hatte sie rund 200 Schüler.

### Regionalschule und Gymnasium
Ab Klasse 7 wird der Unterricht dreizügig mit je einer Regionalschul- und je zwei Gymnasialklassen geführt.